# Bok
 Ovo je glavno značenje pojma Bok. Za naselje u općini Orašje, BiH pogledajte Bok (Orašje, BiH).
Bok i Bog je neformalni usmeni i pismeni pozdrav pri susretanju i na rastanku, koji koristi jedan dio govornika hrvatskog jezika. 

## Rasprostranjenost
Pozdrav se uglavnom koristi:
- na sjeveru Hrvatske (u području gdje se govori kajkavski i blizu) i koristi se uglavnom među mlađim govornicima, kod pozdravljanja osoba koje se međusobno otprije poznaju;
- u Primorju se koriste varijante "bog i se", "bok i se", "boh", gdje se njime pozdravljaju i osobe koje se ne poznaju, te nisu nužno mlađe, ali također u neformalnom kontekstu;
- Hrvati u Bosni i Hercegovini koriste uglavnom pozdrav "bog".
- u istočnoj Hrvatskoj; Bog.

## Moguće podrijetlo
Postojanje pozdrava Bog je dokumentirano u literaturi već barem od 19. stoljeća
Uvriježilo se mišljenje da pojam potječe od riječi Bog (u kajkavskom se završno -g obezvučuje u -k) i može se usporediti s nekoliko takvih izraza u zemljama s većinski katoličkom populacijom.
Bok odn. Bog je moguće skraćenica od „Bog te pozdravi“ ili u množini „Bog Vas pozdravi“. Pri rastanku bi se radilo o skraćenom „Idi s Bogom“ ili „z Bogom“. Doslovno isti način pozdravljanja postoji uglavnom u još nekim pretežno katoličkim zemljama kao i kod pravoslavnih Srba:
- u Austriji, Južnom Tirolu i na jugu Njemačke kaže se „(Es) grüß(e) dich Gott“ (Griaß di god), u množini „Grüß euch Gott“ (ili samo kratko Grüß Gott),
- u Španjolskom Adios,
- Adeus u Portugalu i Brazilu,
- Adieu u Francuskoj i
- Dia duit (Bog s tobom) u Irskoj.
- pravoslavni Srbi (vjernici) imaju tradicionalni pozdrav Pomaže Bog, odgovaraju s Bog ti (vam) pomogao, a pri odlasku kažu zbogom.

## Zanimljivosti
- u mađarskom jeziku riječ "bók" znači kompliment, pohvala.
- u turskom jeziku riječ "bok" znači "sranje".

## Vanjske poveznice
- Bujica riječi, Bok ili Bog  Arhivirana inačica izvorne stranice od 27. travnja 2014. (Wayback Machine)
- Zanimljivosti  Arhivirana inačica izvorne stranice od 23. kolovoza 2013. (Wayback Machine)